# وو شان-چن
وو شان-چن (انگلیسی: Wu Shan-chen) یک تکواندوکار تایوانی است. وی در مسابقات قهرمانی تکواندو جهان در سال ۱۹۹۱ یک مدال برنز در دسته سبک‌وزن بدست آورد و در مسابقات قهرمانی تکواندو جهان در سال ۱۹۹۵ نیز یک مدال برنز را در دسته خروس‌وزن کسب کرد. وی یک مدال طلا در بازی‌های جهانی ۱۹۸۹ و یک مدال طلای دیگر در مسابقات تکواندو قهرمانی آسیا در سال ۱۹۹۰ از آن خود کرد.